# Cratere Zamudio
Zamudio  è un cratere sulla superficie di Venere. Deve il suo nome alla poetessa boliviana Adela Zamudio.